# 圣伯努瓦 (安省)
圣伯努瓦（法語：Saint-Benoît，法語發音：[sɛ̃ bənwa] ⓘ）是法国东部安省的一个旧市镇，属于贝莱区。2016年，圣伯努瓦与市镇格罗莱合并为新市镇格罗莱-圣伯努瓦。

## 地理
圣伯努瓦（45°41'40"N, 5°35'19"E）面积21.65 平方千米，位于法国奥弗涅-罗讷-阿尔卑斯大区安省，该省份为法国东部省份，北起汝拉省，西北接索恩-卢瓦尔省，西接罗讷省和里昂大都会，南至伊泽尔省，东与萨瓦省、上萨瓦省和瑞士接壤。
与圣伯努瓦接壤的市镇（或旧市镇、城区）包括：布雷涅-科尔东、孔济约、格罗莱、普雷梅泽勒、圣布瓦、莱萨沃尼耶尔、勒布沙日、布朗格。

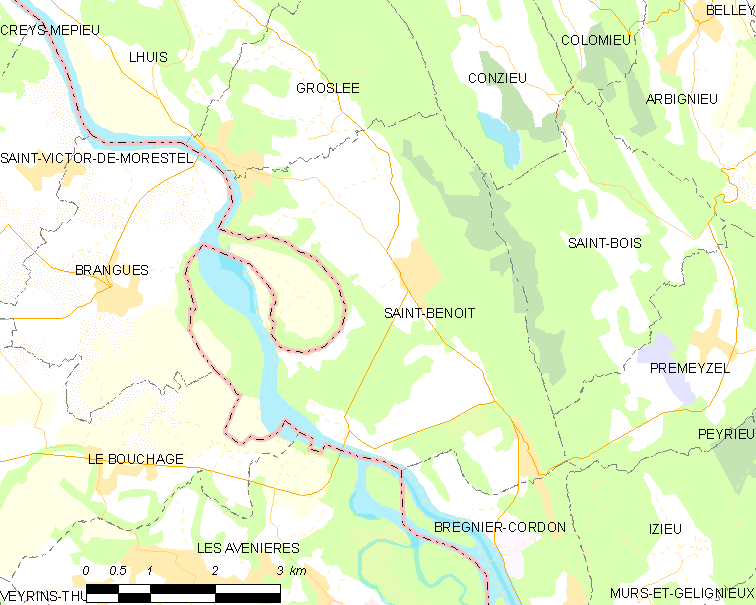
的OSM定位图

圣伯努瓦的时区为UTC+01:00、UTC+02:00（夏令时）。

## 行政
圣伯努瓦的邮政编码为01300，INSEE市镇编码为01338。

## 政治
圣伯努瓦所属的省级选区为贝莱县。

## 人口

1962-2008年间人口变化图示

圣伯努瓦于2018年1月1日时的人口数量为840人。